# Todenham
Todenham é uma paróquia e aldeia do distrito de Cotswold, no condado de Gloucestershire, na Inglaterra. De acordo com o Censo de 2011, tinha 364 habitantes. Tem uma área de 16,94 km².